# Thomas Boles

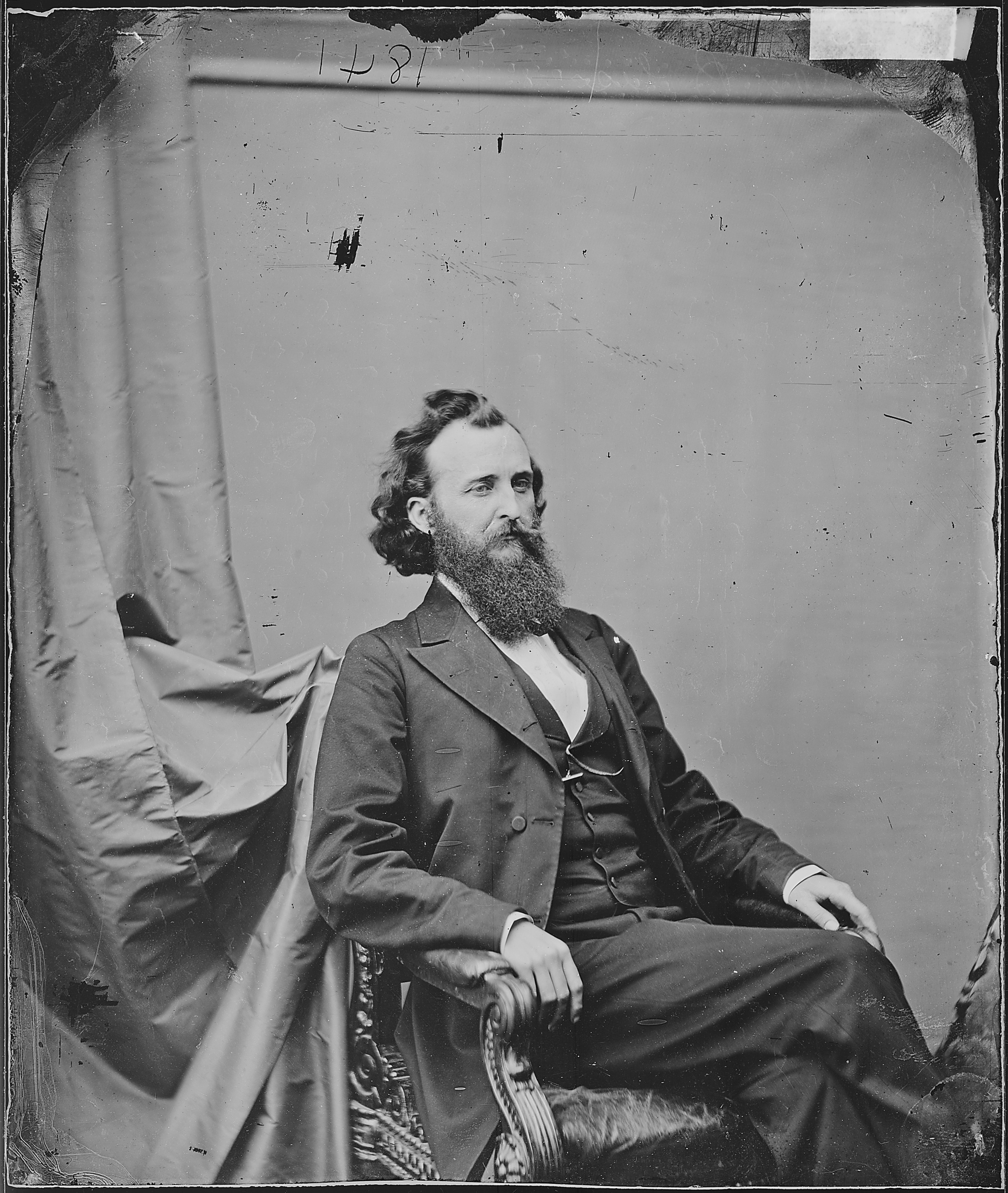
Thomas Boles

Thomas Boles (* 16. Juli 1837 bei Clarksville, Arkansas; † 13. März 1905 in Fort Smith, Arkansas) war ein US-amerikanischer Politiker. Zwischen 1868 und 1871 sowie von 1872 bis 1873 vertrat er den dritten Wahlbezirk des Bundesstaates Arkansas im US-Repräsentantenhaus.

## Werdegang
Thomas Boles besuchte die öffentlichen Schulen seiner Heimat und arbeitete anschließend selbst einige Jahre als Lehrer. Im Jahr 1858 wurde er Sheriff im Yell County und von 1859 bis 1860 war er im gleichen Bezirk Gerichtsdiener. Nach einem Jurastudium und seiner im Jahr 1860 erfolgten Zulassung als Rechtsanwalt begann er in Danville in seinem neuen Beruf zu arbeiten. Während des Bürgerkrieges war er Hauptmann einer Einheit aus Arkansas.
Nach dem Krieg war Boles von 1865 bis 1868 Richter im vierten Gerichtsbezirk seines Heimatstaates. Er wurde Mitglied der Republikanischen Partei und war seit der Gründung der Partei in Arkansas bis zu seinem Tod Delegierter zu allen Parteitagen in seinem Staat. Nach der Wiederaufnahme des Staates Arkansas in die Union wurde Boles im neugeschaffenen dritten Distrikt in das US-Repräsentantenhaus in Washington, D.C. gewählt. Dieses Mandat trat er am 22. Juni 1868 an. Nach einer Wiederwahl konnte er bis zum 3. März 1871 im Kongress verbleiben. Bei den Wahlen des Jahres 1872 war er zunächst gegen John Edwards unterlegen, der dann seinen Sitz im Kongress einnahm. Boles legte aber Beschwerde gegen das Wahlergebnis ein. Nachdem dieser stattgegeben worden war, konnte er am 9. Februar 1872 seinen alten Sitz wieder einnehmen und die angebrochene Legislaturperiode bis zum 3. März 1873 beenden. Bei den Wahlen des Jahres 1872 verzichtete er auf eine weitere Kandidatur.
Nach seiner Zeit im Kongress arbeitete Boles als Rechtsanwalt in Dardanelle, wo er auch viele Jahre Schulleiter und Gemeinderat war. Im Jahr 1878 wurde er Leiter der Verwaltung der Bundesliegenschaften in Dardanelle. Zwischen 1881 und 1889 war er US Marshal für das westliche Arkansas. Von 1897 bis zu seinem Tod im Jahr 1905 war er in der Verwaltung des Bundesbezirksgerichts im achten Gerichtsbezirk beschäftigt.